# هتبورن
هتبورن (به آلمانی: Heteborn) یک منطقهٔ مسکونی در آلمان است که در زلک-اوه واقع شده‌است. هتبورن ۳۸۳ نفر جمعیت دارد.